# Elasipodida
De Elasipodida zijn een orde van zeekomkommers (Holothuroidea). De wetenschappelijke naam voor de groep werd in 1882 voorgesteld door Johan Hjalmar Théel. Het zijn typisch soorten die in diep water voorkomen.

## Families
- Deimatidae Théel, 1882
- Elpidiidae Théel, 1882
- Laetmogonidae Ekman, 1926
- Pelagothuriidae Ludwig, 1893
- Psychropotidae Théel, 1882